# Philip Christoph Königsmarck
Philip Christoph Königsmarck, conosciuto anche come Philip Christoph von Königsmarck (4 marzo 1665 – 2 luglio 1694), è stato un militare svedese.

## Biografia
È conosciuto come l'amante di Sofia Dorotea di Celle, consorte di Giorgio Luigi di Hannover, che divenne poi re di Gran Bretagna con il nome di Giorgio I.
Visti i rapporti difficili tra Sofia ed il marito, la coppia minacciò di fuggire dalla corte di Hannover, provocando certamente un grande scandalo in tutta Europa.
Secondo fonti avverse alla casa di Hannover, la mattina del 2 luglio 1694, dopo un incontro con la sua amante, il conte sparì ed il suo corpo non fu più ritrovato. Si dice che fu ucciso da dei sicari del padre di Giorgio, Ernesto Augusto e gettato in un fiume. Questa versione fu sempre smentita dalla famiglia Hannover, che arrivò persino a negare di aver mai sentito il nome del conte von Königsmarck.

## Ascendenza
|                                                                             |                                                               |                                                          | Genitori                                          |  |  | Nonni |  |  | Bisnonni                                   |  |  | Trisnonni                 |  |
|                                                                             |                                                               |                                                          |                                                   |  |  |       |  |  | Konrad von Königsmarck, signore di Kötzlin |  |  | Christoph von Königsmarck |  |
|                                                                             |                                                               |                                                          |                                                   |  |  |       |  |  | Konrad von Königsmarck, signore di Kötzlin |  |  | Christoph von Königsmarck |  |
|                                                                             |                                                               | Dorothea von Buelow                                      |                                                   |  |  |       |  |  | Konrad von Königsmarck, signore di Kötzlin |  |  |                           |  |
| Hans Christoph von Königsmarck, I conte di Vestervik och Stegeholm          |                                                               |                                                          |                                                   |  |  |       |  |  | Konrad von Königsmarck, signore di Kötzlin |  |  |                           |  |
|                                                                             |                                                               | Beate Elisabeth von Blumenthal                           | Johann von Blumenthal                             |  |  |       |  |  |                                            |  |  |                           |  |
|                                                                             |                                                               | Beate Elisabeth von Blumenthal                           | Johann von Blumenthal                             |  |  |       |  |  |                                            |  |  |                           |  |
|                                                                             |                                                               | Beate Elisabeth von Blumenthal                           | Ursula von Sparr                                  |  |  |       |  |  |                                            |  |  |                           |  |
| Conrad Christopher von Königsmarck, II conte di Vestervik och Stegeholm     |                                                               | Beate Elisabeth von Blumenthal                           |                                                   |  |  |       |  |  |                                            |  |  |                           |  |
|                                                                             |                                                               | Christoph von Lehsten                                    | Christoph von Lehsten                             |  |  |       |  |  |                                            |  |  |                           |  |
|                                                                             |                                                               | Christoph von Lehsten                                    | Christoph von Lehsten                             |  |  |       |  |  |                                            |  |  |                           |  |
|                                                                             |                                                               | Christoph von Lehsten                                    | Marie von Rieben                                  |  |  |       |  |  |                                            |  |  |                           |  |
| Barbara Maria Agathe von Lehsten                                            |                                                               | Christoph von Lehsten                                    |                                                   |  |  |       |  |  |                                            |  |  |                           |  |
|                                                                             |                                                               | Anna Elisabeth von Seelen                                | Tobias von Seelen                                 |  |  |       |  |  |                                            |  |  |                           |  |
|                                                                             |                                                               | Anna Elisabeth von Seelen                                | Tobias von Seelen                                 |  |  |       |  |  |                                            |  |  |                           |  |
|                                                                             |                                                               | Anna Elisabeth von Seelen                                | Agathe von Rochow                                 |  |  |       |  |  |                                            |  |  |                           |  |
| Philip Christoph Königsmarck, III conte di Vestervik och Stegeholm          |                                                               | Anna Elisabeth von Seelen                                |                                                   |  |  |       |  |  |                                            |  |  |                           |  |
|                                                                             | Hannes von Wrangel, signore di Rannamoisa, Valkla e Elistvere | Hermanni von Wrangel, signore di Toolse and Elistvere    |                                                   |  |  |       |  |  |                                            |  |  |                           |  |
|                                                                             | Hannes von Wrangel, signore di Rannamoisa, Valkla e Elistvere | Hermanni von Wrangel, signore di Toolse and Elistvere    |                                                   |  |  |       |  |  |                                            |  |  |                           |  |
|                                                                             | Hannes von Wrangel, signore di Rannamoisa, Valkla e Elistvere | Adelheid Üksküla                                         |                                                   |  |  |       |  |  |                                            |  |  |                           |  |
| Hermanni Hannunpoika von Wrangel, signore di Sko, Patsu, Valkla e Pöltsamaa | Hannes von Wrangel, signore di Rannamoisa, Valkla e Elistvere |                                                          |                                                   |  |  |       |  |  |                                            |  |  |                           |  |
|                                                                             |                                                               | Barbara von Anrep                                        | Hermann von Anrep, signore di Ingliste            |  |  |       |  |  |                                            |  |  |                           |  |
|                                                                             |                                                               | Barbara von Anrep                                        | Hermann von Anrep, signore di Ingliste            |  |  |       |  |  |                                            |  |  |                           |  |
|                                                                             |                                                               | Barbara von Anrep                                        | Maret Rosen                                       |  |  |       |  |  |                                            |  |  |                           |  |
| Maria Christiane von Wrangel, baronessa di Lindeberg                        |                                                               | Barbara von Anrep                                        |                                                   |  |  |       |  |  |                                            |  |  |                           |  |
|                                                                             |                                                               | Johann VII, I conte di Nassau-Siegen                     | Johann VI, X conte di Nassau-Dillenburg           |  |  |       |  |  |                                            |  |  |                           |  |
|                                                                             |                                                               | Johann VII, I conte di Nassau-Siegen                     | Johann VI, X conte di Nassau-Dillenburg           |  |  |       |  |  |                                            |  |  |                           |  |
|                                                                             |                                                               | Johann VII, I conte di Nassau-Siegen                     | langravia Elisabeth von Leuchtenberg              |  |  |       |  |  |                                            |  |  |                           |  |
| contessa Amalia Magdalena von Nassau-Siegen                                 |                                                               | Johann VII, I conte di Nassau-Siegen                     |                                                   |  |  |       |  |  |                                            |  |  |                           |  |
|                                                                             |                                                               | principessa Margaretha von Schleswig-Holstein-Sonderburg | Johannes, I duca di Schleswig-Holstein-Sonderburg |  |  |       |  |  |                                            |  |  |                           |  |
|                                                                             |                                                               | principessa Margaretha von Schleswig-Holstein-Sonderburg | Johannes, I duca di Schleswig-Holstein-Sonderburg |  |  |       |  |  |                                            |  |  |                           |  |
|                                                                             |                                                               | principessa Margaretha von Schleswig-Holstein-Sonderburg | principessa Lisbeth von Braunschweig-Grubenhagen  |  |  |       |  |  |                                            |  |  |                           |  |
|                                                                             |                                                               | principessa Margaretha von Schleswig-Holstein-Sonderburg |                                                   |  |  |       |  |  |                                            |  |  |                           |  |